# 亞謝涅韋
49°47′25″N 35°28′26″E / 49.79028°N 35.47389°E
亞塞內韋（烏克蘭語：Ясеневе）是位於烏克蘭東部的村莊，由哈爾科夫州博霍杜希夫區的瓦爾基市鎮負責管轄。該村始建於1907年，面積3.64平方公里，海拔高度179米，2001年人口66，人口密度每平方公里18.1人。